# Giuditta (opérette)
Personnages
- Giuditta (soprano)
- Octavio (ténor)
- Anita, une poissonnière (soubrette)
- Pierrino, un vendeur de fruits, l'amant d'Anita (ténor-bouffon)
- Manuele Biffi, le mari de Giuditta (basse-bouffon)
- Leutnant Antonio, l'ami d'Octavio (basse)
- Edward Lord Barrymore, un admirateur de Giuditta (parlé)
- Le duc, un admirateur de Giuditta (parlé)
- Le secrétaire du duc (parlé)
- Ibrahim, propriétaire de l'établissement Alcazar (parlé)
- Professeur Martini (basse)
- Lolitta, une danseuse (parlé)
- Le restaurateur Sebastiano (parlé)
- Deux chanteurs de rue (ténors)
- Une danseuse
- Deux serveurs
- Un pêcheur
- Un portier

Airs
- Freunde, das Leben ist lebenswert
- Meine Lippen, sie küssen so heiß

Giuditta est un opéra de Franz Lehár sur un livret de Paul Knepler et Fritz Löhner-Beda. L’œuvre a été qualifiée de musikalische Komödie (comédie musicale) par le compositeur.

## Argument
Premier tableau
Marché dans une ville portuaire du sud de l'Italie
Dans les années 1930, Giuditta est mariée à Manuele, beaucoup plus âgé qu'elle, et s'ennuie dans son mariage. Elle a hérité son tempérament fougueux de sa mère, qui était autrefois une danseuse célèbre. Elle aimerait rompre son mariage. Il est donc très commode pour elle d'être approchée par le jeune officier Octavio. C'est le coup de foudre pour tous les deux. Lorsque Giuditta apprend également qu'Octavio est affecté en Afrique du Nord, le pays d'origine de sa mère, elle quitte son mari et part avec Octavio sur le prochain bateau pour la Libye.
Deuxième tableau
Magnifique jardin en Libye
Giuditta et Octavio profitent pleinement de la vie dans une villa au bord de la mer. Mais la vie heureuse est bientôt interrompue quand Octavio reçoit l'ordre de mobilisation. Giuditta essaie de le faire chanter en menaçant de ne pas l'attendre s'il la quitte maintenant.
Troisième tableau
Camp de tentes en Afrique du Nord
Octavio a le mal d'amour. Il a la tentation de déserter pour pouvoir rester avec sa bien-aimée Giuditta. Son ami Antonio parle à sa conscience et essaie de le réconforter. Finalement, la raison triomphe chez Octavio. Il prend les ordres de marche.
Quatrième tableau
Un club
Giuditta a trouvé un travail de danseuse dans un club de Tripoli. Elle mène une vie dissolue et se donne à d'innombrables connaissances masculines. C'est maintenant le chasseur de gros gibier Lord Barrymore qui peut l'avoir avec sa richesse.
Octavio a maintenant terminé sa carrière militaire et poursuit Giuditta dans l'établissement. Cependant, son espoir de pouvoir reconquérir la beauté est voué à l'échec.
Cinquième tableau
Un bar dans un hôtel de luxe européen
Au cours des cinq dernières années, le désir d'Octavio pour Giuditta a disparu. Il travaille maintenant comme pianiste de bar dans un hôtel et gagne juste assez pour se maintenir. Par chance, le destin guide le chemin de Giuditta dans ce bar même. Elle est accompagnée d'un véritable duc, son énième amant. Soudain, sa passion pour Octavio s'embrase à nouveau, mais il est un homme brisé et ne veut plus rien savoir d'elle.

## Orchestration
| Instrumentation de Giuditta                                                                  |
| Bois                                                                                         |
| 2 flûtes, 1 piccolo, 2 clarinettes, 1 clarinette basse, 2 hautbois, 1 cor anglais, 2 bassons |
| Cuivres                                                                                      |
| 4 cors, 3 trompettes, 3 trombones, 1 tuba                                                    |
| Percussions                                                                                  |
| Timbales                                                                                     |
| Instrument à cordes pincées                                                                  |
| 1 harpe, 1 célesta                                                                           |

## Histoire
Giuditta est la dernière opérette de Franz Lehár. Comme pour d'autres œuvres de sa fin de carrière, Giuditta n'a pas une fin heureuse typique du genre de divertissement de l'opérette, car Lehár et ses librettistes tentent d'entrelacer l'opérette avec des éléments du grand opéra. Le résultat est un hybride qui n'est en fait plus une opérette, mais qui ne peut pas non plus être qualifié d'opéra, même si l'œuvre est ennoblie à cet égard par la première à l'Opéra d'État de Vienne. Malgré cette ambivalence stylistique, Lehár apporte une abondance de mélodies, surtout la chanson d'Octavio Freunde, das Leben ist lebenswert, la chanson de Giuditta Meine Lippen, sie küssen so heiß, deux airs entraînants donnés aussi lors de récitals.
L'instrumentation rappelle souvent Puccini. La chanson Freunde, das Leben ist lebenswert est chantée par Peer Raben dans Berlin Alexanderplatz de Rainer Werner Fassbinder comme prélude et commentaire cynique sur les conditions de vie de Franz Biberkopf.
La première a lieu le 20 janvier 1934. Jarmila Novotná incarne le rôle-titre et Richard Tauber Octavio. Parmi les invités à la première figurent de nombreuses célébrités de la politique, des affaires, de la noblesse et d'autres domaines de la société. Des musiciens connus tels que Emmerich Kálmán et son épouse Vera Kálmán (de) sont présents.

## Source de la traduction
- (de) Cet article est partiellement ou en totalité issu de l’article de Wikipédia en allemand intitulé « Giuditta (Operette) » (voir la liste des auteurs).